# 인생 우등생
인생 우등생은 1972년 공개된 대한민국의 영화이다.

## 배역
- 박노식
- 신성일
- 최무룡
- 김희라